# Patata cannellina nera
La patata Cannellina nera è una varietà di patata coltivata sull'Appennino Ligure.

## Caratteristiche
- Forma del tubero: di forma irregolare e allungata;
- Pezzatura:
- Buccia: mostra delle macchie viola, il colore predominante resta il cuoio;
- Pasta: di colore bianco, non farinosa a granulosità media
- Germoglio: il colore varia da viola scuro a nero;
- Fiore: mostra internamente un colore rosso-violetto,
- Maturazione: semi-tardiva
- Categoria culinaria: A (patata resistente alla scottura).

## Origine
Il termine cannellina proviene dalla sua caratteristica forma allungata mentre il resto del nome si riferisce al colore del germoglio.
Ricorda la varietà Vitellotte e alcune varietà della sottospecie Andigena di Solanum tuberosum originarie del Cile.
Nei primi decenni del XX secolo la Cannellina Nera era diffusa nelle valli di Chiavari, Lavagna e val Trebbia. Viene conservata e promossa dal Consorzio della Quarantina.

## Sinonimi
- Canelin-a,
- Cannellina,
- Néigra,
- Salamùn-a.

## Utilizzi
Viene utilizzata in cucina come contorno per gli stracotti o in insalata.

## Feste
- Roccatagliata (val Fontanabuona), penultima domenica di agosto: Sagra della patata.
- Còsola (val Borbera), prima domenica di settembre: Festa della Quarantina.
- Scoffera (val Bisagno), seconda domenica di settembre: Festival della Cannellina.
- Rovegno (val Trebbia), prima domenica di ottobre: Sagra della patata e festa della Quarantina.

## Varietà di patata tradizionali della Liguria
- Cabannese
- Morella
- Quarantina Bianca Genovese
- Quarantina Gialla
- Quarantina Prugnona

## Fonti
- Massimo Angelini, La Quarantina Bianca e le patate tradizionali della Montagna Genovese, Consorzio della Quarantina, Genova 2001
- Massimo Angelini, Le patate della tradizione rurale sull'Appennino ligure, Grafica Piemme, Chiavari 2008.